# Mocoví
Mocoví är ett guaycuruspråk som talas i Argentina. År 2012 var antal talare 2780 och språket anses att vara hotat. Dess närmaste släktspråk är pilagá och toba.
Språket skrivs med latinska alfabetet. Nya testamentet har översatt till mocoví.

## Fonologi

### Konsonanter
|             | Bilabiali | Alveolari | Alveopalatal | Palatal | Velar | Uvular | Glottal |
| ----------- | --------- | --------- | ------------ | ------- | ----- | ------ | ------- |
| Nasal       | m         | n         |              | ɲ       |       |        |         |
| Klusil      | p         | t         |              |         | k     | q      | ʔ       |
| Affrikat    |           |           |              | t͡ʃ      |       |        |         |
| Frikativ    | (ɸ)       | s         | ʃ            |         | (x)   |        | h       |
| Lateral     |           | l         | ʎ            |         |       |        |         |
| Tremulant   |           | r         |              |         |       |        |         |
| Approximant | w         |           |              | j       |       |        |         |

Källa:

### Vokaler
|            | Främre | Central | Bakre |
| ---------- | ------ | ------- | ----- |
| Sluten     | i      |         |       |
| Halvsluten | e      |         | o     |
| Öppen      |        | a       |       |

Alla vokaler kan realiseras som både korta och långa.
Källa: